# Saski Baskonia 2007-2008
Questa voce raccoglie le informazioni riguardanti il Saski Baskonia nelle competizioni ufficiali della stagione 2007-2008.

## Stagione
La stagione 2007-2008 del Saski Baskonia è la 35ª nel massimo campionato spagnolo di pallacanestro, la Liga ACB.

## Roster
Aggiornato al 17 novembre 2021.
| TAU Cerámica 2007-08 | TAU Cerámica 2007-08 |
| Giocatori            | Staff tecnico        |
| -------------------- | -------------------- |

| N. | Naz.                                       | Ruolo | Nome            | Anno | Alt.   | Peso   |  |
| -- | ------------------------------------------ | ----- | --------------- | ---- | ------ | ------ |  |
| 5  | Argentina (bandiera) · Italia (bandiera)   | P     | Pablo Prigioni  | 1977 | 191 cm | 88 kg  |  |
| 6  | Spagna (bandiera)                          | G     | Ander García    | 1989 | 192 cm |        |  |
| 8  | Serbia (bandiera)                          | G     | Igor Rakočević  | 1978 | 191 cm | 83 kg  |  |
| 9  | Spagna (bandiera)                          | GA    | Sergi Vidal (C) | 1981 | 199 cm | 89 kg  |  |
| 10 | Croazia (bandiera)                         | PG    | Zoran Planinić  | 1982 | 201 cm | 88 kg  |  |
| 11 | Spagna (bandiera)                          | AG    | Lucho Fernández | 1975 | 202 cm |        |  |
| 12 | Bosnia ed Erzegovina (bandiera)            | AG    | Mirza Teletović | 1985 | 206 cm | 108 kg |  |
| 13 | Lituania (bandiera)                        | AP    | Simas Jasaitis  | 1982 | 202 cm | 98 kg  |  |
| 15 | Stati Uniti (bandiera)                     | AG    | James Singleton | 1981 | 203 cm | 104 kg |  |
| 20 | Nigeria (bandiera)                         | AC    | Gabe Muoneke    | 1978 | 200 cm | 113 kg |  |
| 21 | Brasile (bandiera) · Spagna (bandiera)     | C     | Tiago Splitter  | 1985 | 211 cm | 111 kg |  |
| 33 | Stati Uniti (bandiera)                     | AP    | Pete Mickeal    | 1978 | 199 cm | 99 kg  |  |
| 42 | Croazia (bandiera)                         | C     | Stanko Barać    | 1986 | 217 cm | 111 kg |  |
| 43 | Stati Uniti (bandiera)                     | C     | Linton Johnson  | 1980 | 203 cm | 93 kg  |  |
| 45 | Stati Uniti (bandiera) · Spagna (bandiera) | C     | Will McDonald   | 1979 | 208 cm | 120 kg |  |
| -  | Spagna (bandiera)                          | AC    | Martín Buesa    | 1988 | 202 cm |        |  |

| Allenatore                                                                      |
| - Neven Spahija                                                                 |
| Assistente/i                                                                    |
| - David Gil - Ibon Navarro Legenda - (C) Capitano - (IN) Inattivo - Infortunato |

## Mercato

### Sessione estiva
| Acquisti | Acquisti        | Acquisti         | Acquisti   | Acquisti |
| R.a      | Nome            | da               | Modalità   |          |
| -------- | --------------- | ---------------- | ---------- | -------- |
| AP       | Simas Jasaitis  | Maccabi Tel Aviv | definitivo |          |
| AG       | James Singleton | L.A. Clippers    | definitivo |          |
| C        | Will McDonald   | Estudiantes      | definitivo |          |
| AG       | Lucho Fernández | León             | definitivo |          |
| C        | Linton Johnson  | N.O. Hornets     | definitivo |          |
| AP       | Pete Mickeal    | Daegu Orions     | definitivo |          |
| C        | Stanko Barać    | Široki           | definitivo |          |

| Cessioni | Cessioni       | Cessioni        | Cessioni          | Cessioni |
| R.       | Nome           | a               | Modalità          |          |
| -------- | -------------- | --------------- | ----------------- | -------- |
| G        | Jesús Cilla    | Siviglia        | fine contratto    |          |
| C        | Kaya Peker     | Beşiktaş        | fine contratto    |          |
| AG       | Luis Scola     | Houston Rockets | fine contratto    |          |
| AP       | Ariel Eslava   | G. de Comodoro  | fine contratto    |          |
| G        | Serkan Erdoğan | Efes Pilsen     | fine contratto    |          |
| AG       | Lou Roe        | Alcúdia         | fine contratto    |          |
| G        | Fred House     | Valencia        | fine contratto    |          |
| AG       | Oscar García   | Murcia          | riscatto prestito |          |
| PG       | Matías Nocedal | San Sebastián   | prestito          |          |

### Dopo l'inizio della stagione
| Acquisti | Acquisti       | Acquisti      | Acquisti         | Acquisti      |
| R.       | Nome           | da            | Data             | Modalità      |
| -------- | -------------- | ------------- | ---------------- | ------------- |
| AC       | Gabe Muoneke   | R.G.V. Vipers | 27 dicembre 2007 | definitivo    |
| PG       | Matías Nocedal | San Sebastián | febbraio 2008    | fine prestito |

| Cessioni | Cessioni       | Cessioni            | Cessioni         | Cessioni       |
| R.       | Nome           | a                   | Data             | Modalità       |
| -------- | -------------- | ------------------- | ---------------- | -------------- |
| C        | Stanko Barać   | Valencia            | 16 ottobre 2007  | prestito       |
| C        | Linton Johnson | Free agent          | 14 dicembre 2007 | rescissione    |
| PG       | Matías Nocedal | Mérida              | febbraio 2008    | prestito       |
| AC       | Gabe Muoneke   | Saba Battery Tehran | 28 marzo 2008    | fine contratto |